# Handargall, Muddebihal
Handargall là một làng thuộc tehsil Muddebihal, huyện Bijapur, bang Karnataka, Ấn Độ.